# Altijd wel iemand
Altijd wel iemand is een nummer van de Nederlandse rockband I.O.S. uit 2006. Het is de derde single van hun vierde studioalbum 4.
Het nummer gaat over het feit dat er altijd wel een persoon voor je klaar staat. Het gaat ook over een man die vanwege drukte nauwelijks bij zijn vrouw kan zijn. Het nummer haalde de 17e positie in de Nederlandse Top 40.